# Anderson Valley AVA
Das Anderson Valley AVA ist ein Weinbaugebiet im US-Bundesstaat Kalifornien. Das Gebiet liegt innerhalb des Anderson Valley im Verwaltungsgebiet Mendocino County und grenzt an die Yorkville Highlands AVA. Die nur 15–20 km vom Pazifischen Ozean entfernte Region ist bekannt für frischen Pinot Noir und guten Schaumwein. Durch die Nähe zum Pazifik profitiert das Gebiet von den kühlenden Nebeln. Daher gedeihen hier auch Riesling und Gewürztraminer. Innerhalb des Weinbaugebiets wird aufgrund dieser Rebsorten auch ein sogenanntes Elsässer Weinfest organisiert, bei dem jedoch lokale Weine ausgeschenkt werden.